# Fischer-Z

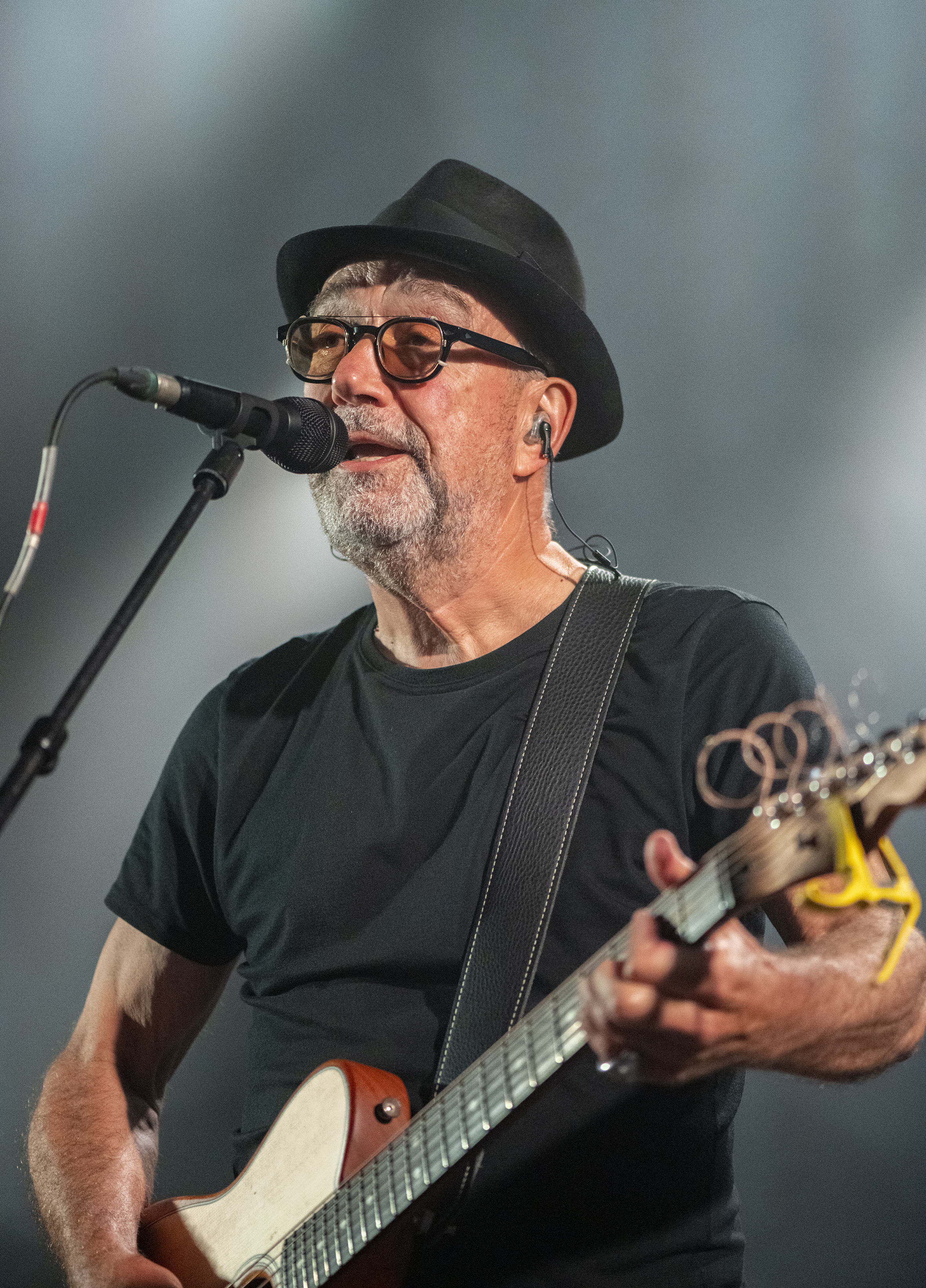
John Watts, zanger van Fischer-Z

Fischer-Z is een Engelse rockband in de tijd van de new wave, eind jaren 70 van de 20e eeuw.

## Geschiedenis
De naam Fischer-Z is afgeleid van een term uit de statistiek (Fishers z beschrijft betrouwbaarheidsintervallen in correlaties). Oorspronkelijk heette de band Sheep, maar onder die naam is er weinig van hen vernomen. De spil van Fischer-Z was John Watts: hij was de componist-zanger en later ook de producer van de band.
Naast John Watts speelden Steve Skolnik (toetsen), Steve Liddle (drums) en Dave Graham (basgitaar) in de band. In 1978 sloten ze een platencontract met United Artists. De eerste plaat, die in 1979 verscheen, was Word Salad. In Nederland, België en Duitsland werd het van Word Salad afkomstige The Worker een hit. De groep toerde veel. Het succes in Engeland viel aanvankelijk tegen en ook de volgende plaat, Going Deaf for a Living, bracht daar nog geen verandering in. De groep veranderde: Skolnik kon niet tegen het overheersende gedrag van Watts en vertrok. Eerst toerden ze als trio, begin '81 werd Graham Pleeth de vervanger van Skolnik. Korte tijd in 1980 speelde ook Bern Newman mee als gitarist tijdens de Going Deaf for a Living-tournee.
Met Red Skies over Paradise had Fischer-Z uiteindelijk ook de gewenste erkenning en het gewenste succes in Engeland. Met het nummer Marliese hadden ze een hit door heel Europa. In juni 1981 stonden ze op Pinkpop, een van de laatste optredens uit die tijd, want een maand later werd de band opgeheven.
Watts ging vervolgens alleen verder (hij had nog even het project The Cry, met wie hij het album Quick, Quick, Slow opnam) en enkele jaren later gebruikte hij de naam Fischer-Z weer. In 2002 bracht hij onder deze naam een album uit: Ether. Voor Ether knipte en plakte Watts opnamen die hij op een wereldreis gemaakt had. In 2005 bracht Watts een soloalbum uit onder de titel Real Life is Good Enough. Bij het album zat een gedichtenbundel. Hierna heeft John Watts enkele jaren solo opgetreden, ook in Nederland. Hij speelde tijdens zijn concerten nog steeds hits van Fischer-Z zoals "So Long" en "The Worker". Zijn kenmerkende stemgeluid is gebleven, maar het stembereik is afgenomen, evenals de heldere resonans in de hogere klanken.
Vanaf 2013 werd weer opgetreden als Fischer-Z, met name in Duitsland, België en Nederland. 
In 2016 werd het album This is My Universe uitgebracht, gevolgd door Building Bridges in 2017. Op 3 april 2020 kondigde Watts de release aan van de nieuwe EP Choose. Til The Oceans Overflow werd vervolgens uitgebracht op 8 oktober 2021. Aansluitend brachten Fischer-Z het bandalbum Triptych uit. Het jaar 2025 staat in het teken van Johns muziek- en kunstproject PUNKT!, waarvan de eerste single “When Love Goes Wrong” op 14 maart werd uitgebracht. Het album verschijnt op 14 september en John Watts zal tijdens een galerietour door Duitsland zijn nieuwe kunstwerken en muziek presenteren. In 2026 viert de band het 50-jarig jubileum van de oprichting in 1976, evenals de eerste Fischer-Z-tour in de herfst van datzelfde jaar.

## Discografie

### Albums
| Album met eventuele hitnotering(en) in de Nederlandse Album Top 100 | Datum van verschijnen | Datum van binnenkomst | Hoogste positie | Aantal weken | Opmerkingen   |
| ------------------------------------------------------------------- | --------------------- | --------------------- | --------------- | ------------ | ------------- |
| Word Salad                                                          | 1979                  | 15-09-1979            | 21              | 7            |               |
| Going Deaf for a Living                                             | 1980                  | 17-05-1980            | 6               | 18           |               |
| Red Skies over Paradise                                             | 1981                  | 04-04-1981            | 2               | 17           |               |
| Reveal                                                              | 1987                  | -                     | -               | -            |               |
| Fish's Head                                                         | 1989                  | -                     | -               | -            |               |
| Going Red for a Salad (The UA Years)                                | 1990                  | -                     | -               | -            | Verzamelalbum |
| Destination Paradise                                                | 1992                  | -                     | -               | -            |               |
| Kamikaze Shirt                                                      | 1993                  | -                     | -               | -            |               |
| Stream                                                              | 1995                  | -                     | -               | -            |               |
| The Best                                                            | 1995                  | -                     | -               | -            | Verzamelalbum |
| The Gold Collection                                                 | 1997                  | -                     | -               | -            | Verzamelalbum |
| The Perfect Album                                                   | 1998                  | -                     | -               | -            | Verzamelalbum |
| The Very Best Fischer Z Album Ever                                  | 2001                  | -                     | -               | -            | Verzamelalbum |
| Ether                                                               | 2002                  | -                     | -               | -            |               |
| Highlights 1979 to 2004                                             | 2004                  | -                     | -               | -            | Verzamelalbum |
| Live at Rockpalast 1982 (met John Watts)                            | 2014                  | -                     | -               | -            | Livealbum     |
| This is My Universe                                                 | 2016                  | -                     | -               | -            |               |
| Building Bridges                                                    | 2017                  | -                     | -               | -            |               |
| Swimming in thunderstorms                                           | 2019                  | -                     | -               | -            |               |
| Til The Ocean Overflows                                             | 2021                  | -                     | -               | -            |               |
| Red Skies over Paradise - The Berlin Sessions                       | 2022                  | -                     | -               | -            |               |
| Fischer-Z Solo - Live                                               | 2023                  | -                     | -               | -            | Livealbum     |

### Singles
| Single met eventuele hitnotering(en) in de Nederlandse Top 40 | Datum van verschijnen | Datum van binnenkomst | Hoogste positie | Aantal weken | Opmerkingen                 |
| ------------------------------------------------------------- | --------------------- | --------------------- | --------------- | ------------ | --------------------------- |
| The Worker                                                    | 1979                  | 15-09-1979            | 20              | 7            | Nr. 26 in de Single Top 100 |
| So Long                                                       | 1980                  | 31-05-1980            | 12              | 8            | Nr. 12 in de Single Top 100 |
| Room Service / Limbo                                          | 1980                  | -                     | Tip 9           | -            | Nr. 41 in de Single Top 100 |
| Marliese                                                      | 1981                  | 28-03-1981            | 31              | 5            | Nr. 5 in de Single Top 100  |

### NPO Radio 2 Top 2000
| Nummers met noteringen in de NPO Radio 2 Top 2000 | '99 | '00 | '01 | '02 | '03 | '04 | '05 | '06 | '07  | '08 | '09 | '10 | '11 | '12 | '13  | '14 | '15  | '16  | '17 | '18  | '19  | '20  | '21  | '22  | '23 | '24 |
| ------------------------------------------------- | --- | --- | --- | --- | --- | --- | --- | --- | ---- | --- | --- | --- | --- | --- | ---- | --- | ---- | ---- | --- | ---- | ---- | ---- | ---- | ---- | --- | --- |
| So Long                                           | -   | 228 | 159 | 263 | 249 | 201 | 542 | 453 | 621  | 382 | 456 | 433 | 499 | 589 | 548  | 520 | 529  | 590  | 511 | 879  | 703  | 817  | 836  | 875  | 948 | 931 |
| The Worker                                        | 875 | -   | 606 | 665 | 745 | 744 | 877 | 909 | 1235 | 889 | 677 | 780 | 752 | 866 | 1014 | 918 | 1049 | 1028 | 867 | 1483 | 1451 | 1752 | 1867 | 1950 | -   | -   |

1. ↑  Een '-' betekent dat het nummer niet was genoteerd en een vetgedrukt getal geeft de hoogste notering van een nummer aan.